# Lądowisko Piła
Lądowisko Piła (kod ICAO: EPPI) – lądowisko w Pile, położone w północno-zachodniej części miasta, w województwie wielkopolskim. Lądowisko należy do Aeroklubu Ziemi Pilskiej.
Lądowisko powstało w 2012 na terenie byłego lotniska wojskowego, figuruje w ewidencji lądowisk Urzędu Lotnictwa Cywilnego.
Dysponuje jedną asfaltobetonową drogą startową o długości 2400 m.

## Historia
Lotnisko powstało w 1913 roku przy założonym wówczas oddziale fabryki samolotów Albatros Flugzeugwerke. Znacznie rozbudowano je pod koniec lat 30. XX wieku i w czasie II wojny światowej. W tym czasie w dawnej fabryce Albatros znajdowały się zakłady remontowe samolotów Hansen, w których naprawiano m.in. odrzutowce. Istniał tu wówczas obóz przejściowy dla jeńców cywilnych, a następnie obóz pracy. Po wojnie infrastrukturę lotniczą kompleksu dostosowano do obsługi samolotów odrzutowych. Od 1952 do 1998 roku stacjonował na nim 6 Pułk Lotnictwa Myśliwsko-Bombowego. Infrastruktura techniczna lotniska wybudowana została w latach 80. XX w. W styczniu 2012 roku część byłego kompleksu wojskowego została zarejestrowana przez Aeroklub Ziemi Pilskiej jako lądowisko wielofunkcyjne użytku publicznego. Od tego czasu na mocy decyzji Prezesa Urzędu Lotnictwa Cywilnego, Aeroklub Ziemi Pilskiej jako założyciel lądowiska jest także podmiotem zarządzającym w kwestiach operacyjno-lotniczych.

## Informacje techniczne
Lotnisko posiada cztery drogi startowe oraz liczne drogi kołowania. Główna droga startowa, betonowa, ma wymiary 2400 × 60 metrów i wybudowana jest na kierunku 03/21. Dwie krótkie trawiaste drogi startowe o wymiarach 700 × 100 m i 450 × 150 m leżą po obu stronach betonowej drogi startowej i dodatkowa trawiasta droga startowa na kierunku 09/27 ma wymiary 750 × 150 m. Lotnisko ma nietypowy układ północ-południe, kiedy to większość lotnisk w Polsce ma układy typu zachód-wschód. Centralna płaszczyzna postoju samolotów (CPPS) usytuowana jest prostopadle do pasa startowego i posiada 26 miejsc postojowych dla samolotów bojowych Su-22. W swojej infrastrukturze technicznej lotnisko posiada: park samochodowy, budynki koszarowe i magazynowe, dwie składnice materiałów pędnych i smarów (MPS), dwa hangary oraz 40 schronohangarów (14 w strefie północno-wschodniej i 26 w strefie południowo-zachodniej). Większość infrastruktury lotniskowej pochodzi z lat 80. XX wieku, jednak część budynków skrywa nadal tajemnice z czasów II wojny światowej. Od 2004 padają propozycje wykorzystania lotniska do regionalnego ruchu pasażerskiego.
Około 18 lipca 2006 roku odbyło się spotkanie inwestorów w sprawie pilskiego lotniska. Na spotkaniu byli przedstawiciele kilku spółek, między innymi Philips Lighting Poland. Padła propozycja reaktywacji lotniska i stworzenia dużej bazy cargo.

## Katastrofy i wypadki lotnicze
- 17 maja 1989 godz. 7:57 (Su-22M4 n/b 4602) – porucznik pilot przygotował się do pokazu pilotażu na małej wysokości dla ówczesnego premiera. W wyniku przeciągnięcia samolotu stracił panowanie nad maszyną. Doszło do zderzenia z ziemią przy pasie startowym na terenie lotniska. Pilot nie zdążył się katapultować i zginął. Samolot doszczętnie się spalił.
- 20 grudnia 1989 (Su-22UM3K n/b 104) – podczas nocnego lądowania na lotnisku w Pile na skutek nadmiernego zniżenia (błędu pilota), samolot zahaczył o korony drzew. Piloci dzięki prędkości poderwali maszynę do góry na wysokość ok. 60 metrów i zdołali się katapultować. Samolot spadł kilkaset metrów od drogi Piła-Wałcz. Eksplodował i doszczętnie się spalił.
- 4 czerwca 1993 (Su-22M4 n/b 3619) – w trakcie startu doszło do awarii i wyłączenia silnika. Pilot pomyślnie katapultował się na wysokości 20 metrów. Po tym incydencie powrócił jeszcze do latania. Samolot spłonął po zderzeniu z ziemią.
- 30 września 2006 (Zodiac CH 601) – wypadek ultralekkiego samolotu-awionetki. Jak ustaliła Państwowa Komisja Badania Wypadków Lotniczych: „przyczyną wypadku była spóźniona reakcja instruktora na błąd ucznia-pilota, co doprowadziło do dynamicznego wprowadzenia samolotu w korkociąg w czasie lotu na małej wysokości i zderzenie z ziemią” (źródło: Komunikat PKBWL nr 59 s. 2, pkt 3). Ponadto w raporcie z badania PKBWL stwierdziła: „Oględziny wraku wykazały, że wszystkie układy sterowania samolotem w momencie wypadku były sprawne a silnik pracował. Dwie z trzech kompozytowych łopat śmigła uległy złamaniu (jedna u nasady druga w połowie długości), ale charakter ich uszkodzeń wskazuje, że silnik pracował na małych obrotach. Nie stwierdzono jakichkolwiek niesprawności samolotu mogących być przyczyną wypadku” (źródło: Raport, s. 15–16) Pilot kończący szkolenie zginął, drugi pilot (instruktor) przeżył. (Wymienione dokumenty źródłowe można przeczytać w archiwum PKBWL Zdarzenie 308/06 PKBWL) https://web.archive.org/web/20130515062655/http://www.transport.gov.pl/2-48230714887c1-30518-p_1.htm.
- 14 lipca 2007 godz. 16:39 (SZD-30 Pirat) – pilot, przeszkalając się na nowy typ szybowca, uległ wypadkowi. Na wysokości stu metrów mężczyzna zaczął robić zakręt, lecz przeciągnął ten manewr. Zakończyło się to korkociągiem i w efekcie szybowiec rozbił się o ziemię, a pilot zmarł w szpitalu.